# Idaea favillata
Idaea favillata là một loài bướm đêm trong họ Geometridae.